# Só pra Contrariar (casa noturna)
O Só Prá Contrariar foi uma casa de eventos localizada na cidade de São Paulo, onde se apresentavam diversas bandas de pagode durante os anos 80 e 90, originando o pagode paulista.
Alguns dos grupos que se destacaram foram Art Popular, Da Cor do Pagode, Grupo Sampa, Grupo Relíquia, Grupo Pérola, Grupo Fora de Série, Eliana de Lima, Grupo Swuing de Família, Betho Guilherme, Grupo Tempero, Djalma Pires e entre outros.
A casa também lançou as coletâneas "Só Prá Contrariar e Seus Convidados" Volumes 1 e 2 e "O Melhor do Só Prá Contrariar". Em 1992 foi lançado um disco com os vencedores do "1º Festival de Pagode do Só Prá Contrariar". 

## História
Todo começou quando Jorge Hamilton dos Santos decidiu abrir o próprio negócio após perceber o crescimento do público de seguidores dos novos grupos paulistanos que se apresentavam em diversas casas noturnas da região. Nascia o bar Só Pra Contrariar, nome inspirado no título de uma canção gravada pelo grupo Fundo de Quintal. O empreendimento seguia a maneira de outros especializados em pagode e localizava-se na região do Bixiga, bairro italiano onde Adoniran Barbosa difundiu o samba paulista nos anos 50. Jorge Hamilton e Edson Salathiel ( sócio ) colecionavam contatos no meio do samba por contada relação de amizade existente entre os colegas jogadores de futebol e os artistas. O árbitro tornado empresário traria grupos para a exibição ao vivo em sua casa noturna que ele há tempos observava nas andanças boêmias.
Já inserido no métier musical, Jorge Hamilton prepararia em 1988 uma coletânea em forma de LP registrando os principais grupos que animavam o Só Pra Contrariar. O disco independente alcançou um relativo sucesso de vendas, batendo a casa das cem mil cópias. As canções foram difundidas pelas estações de rádio paulistanas especializadas no (sub)gênero, como a Rádio USP em seu programa O Samba pede passagem, a Rádio Bandeirantes e a Manchete. As estações não-especializadas ainda não haviam institucionalizado o costume de cobrar antecipadamente pela execução de novas canções e trabalhos de artistas iniciantes – prática à margem da lei conhecida como “jabá” –; teriam bastado acaitituagem e a insistência de Jorge Hamilton para que o disco fosse reverberado também por elas. O empresário, a partir daí, apostou no crescimento de seu negócio, o que o levaria a se aventurar na montagem de uma gravadora independente em 1990, a JWC, dedicada ao subgênero pagode. 
Hamilton, logo a seguir, em 1991, conheceu o primeiro grande êxito. O dono da recém-lançada JWC comercializaria mais de meio milhão de cópias de LPs de uma sambista praticamente anônima, Eliana de Lima, cantora secundária que havia lançado um trabalho sem grandes reverberações pela multinacional Continental, e que, até aquele instante, encontrava-se “encostada”.
A venda conseguida com a desacreditada cantora deu ensejo a que Hamilton gravasse uma segunda coletânea, a Só Pra Contrariar II, produto que também lhe rendeu bons lucros e canções executadas nas rádios paulistanas. O movimento do pagode de São Paulo, a esta altura, encontrava-se maduro; contava com numerosas casas de espetáculos. Inúmeros bailes da periferia – como os organizados pelas gravadoras Chic Show e Zimbabwe –, estações de rádio que se especializavam no subgênero musical – caso da Transcontinental FM, que, em 1992, adotaria o pagode em 80% de sua programação, pulando da 24.ª colocação para o segundo lugar dentre as mais ouvidas da capital –, e pequenas gravadoras independentes arranjadas no mesmo molde da JWC, todas elas devotadas em grande parte de suas produções ao pagode de São Paulo – como a Zimbabwe, a Kaskatas, a Back 2 Basics, a Paradoxx, a Chic Show – completavam o quadro fervilhante “invisível” aos grandes veículos de comunicação. A ascensão percebida apenas pelos mais bem inseridos no movimento comportaria a entrada em cena de um novo grupo – na realidade, uma banda – que nenhum contato com os apaniguados de Hamilton ou dos bares, casas noturnas, gravadoras independentes e estações de rádio do circuito estabelecido guardava. A banda Raça Negra, que, por seu turno, impulsionaria de vez no cenário nacional o denominado “pagode de São Paulo”.

## Discos lançados
- Só Prá Contrariar e Seus Convidados Volume 1
- Só Prá Contrariar e Seus Convidados Volume 2
- O Melhor do Só Prá Contrariar
- 1º Festival de Pagode do Só Prá Contrariar